# 克莉蒂·山濃
克莉蒂·山濃（1990年7月27日—）是印度女演員及模特兒。模特兒出身的她在2015年拍攝了她首套寶萊塢動作愛情電影《英雄主义》 （Heropanti），該電影使她獲得第60屆印度電影觀眾獎的最佳女新人獎項。2015年，山濃和男演員瓦倫·達瓦在電影《爱的宽恕》（Dilwale）擔任配角，主角為印度巨星沙·魯克·罕和女星卡約兒。《爱的宽恕》是寶萊塢史上最賣座電影之一。

## 外部連結
- 克莉蒂·山濃在互联网电影资料库（IMDb）上的資料（英文）